# Kathedrale der Unbefleckten Empfängnis (Kingston)

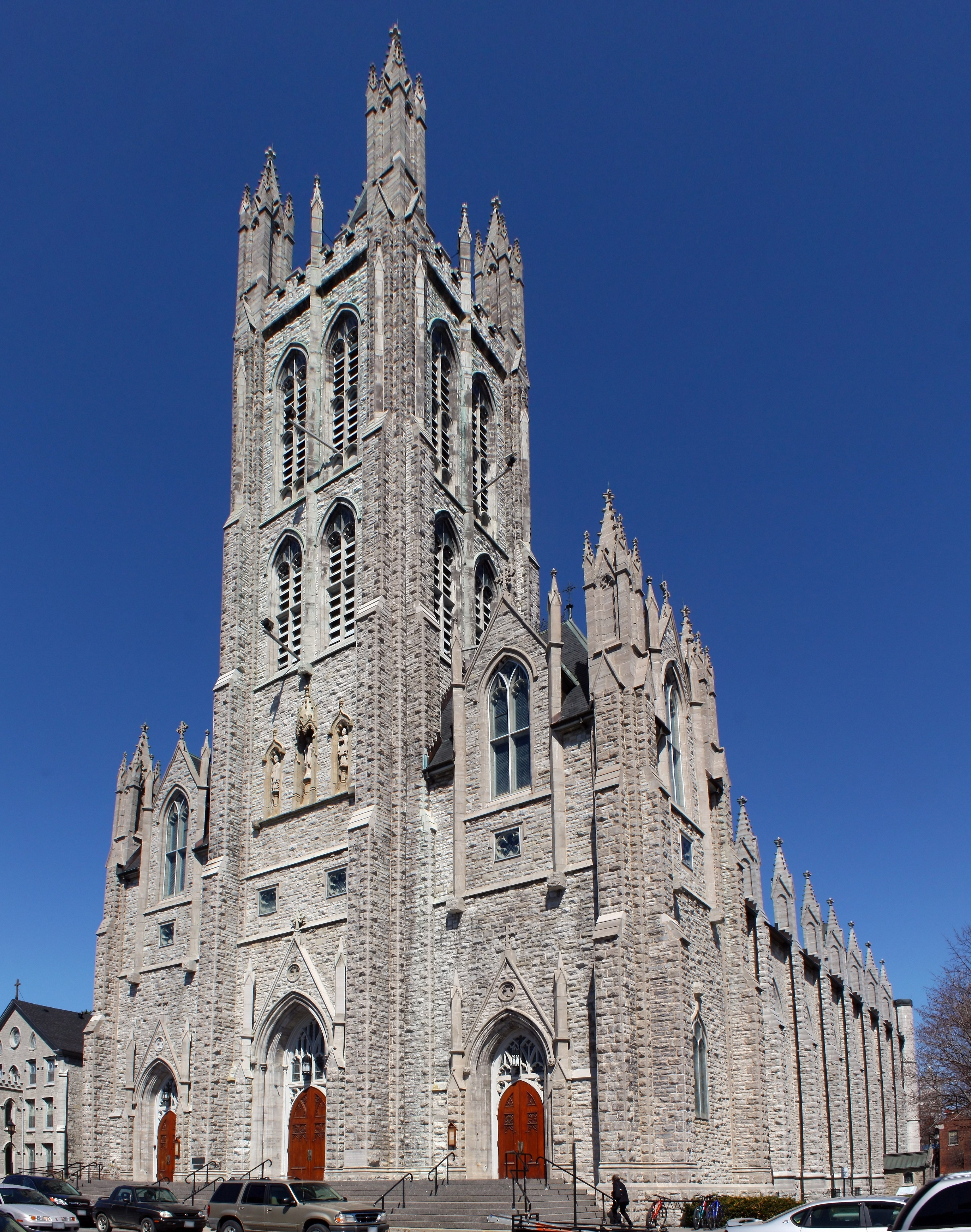
Marienkathedrale in Kingston

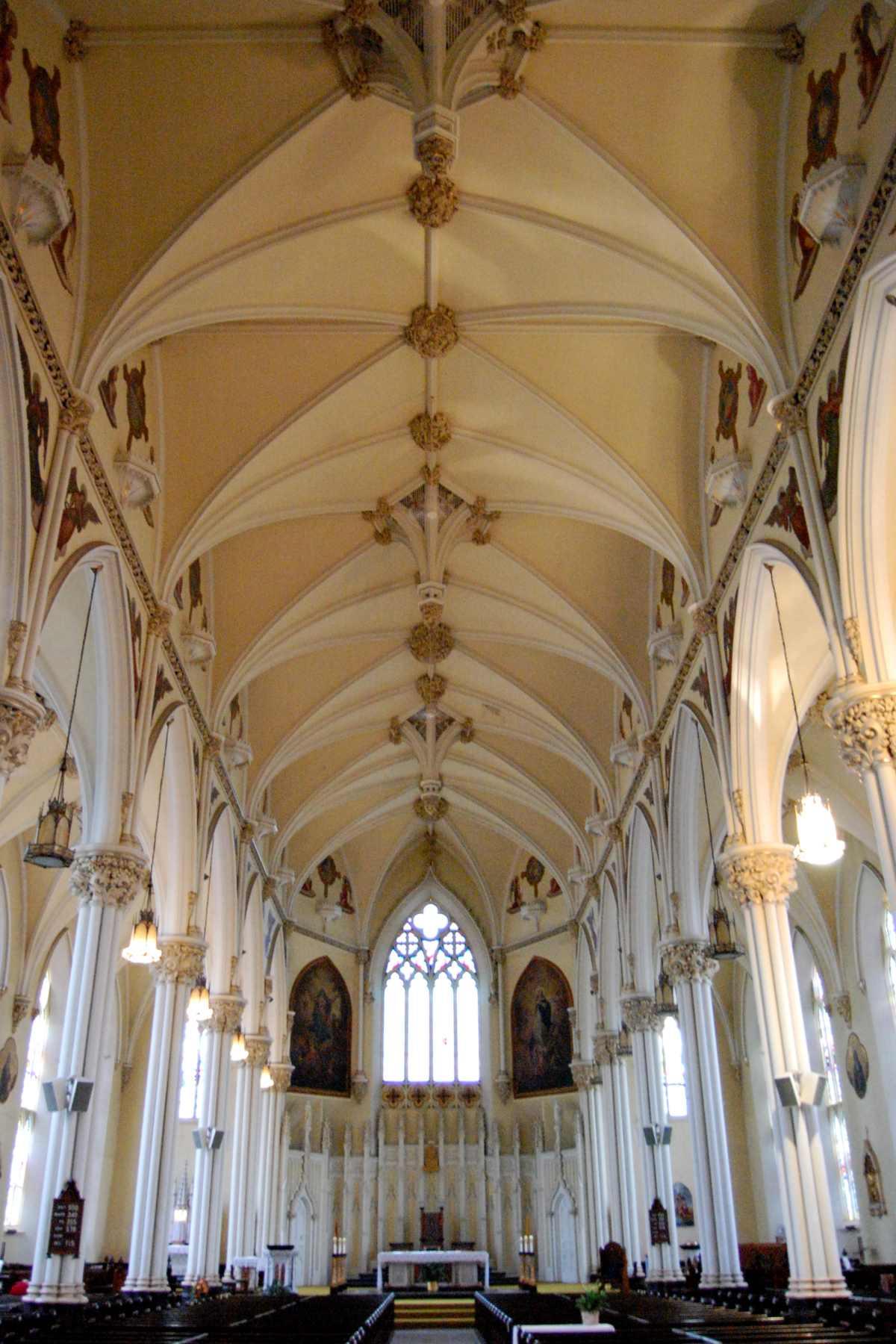
Inneres

Die Kathedrale der Unbefleckten Empfängnis (englisch Cathedral of St. Mary of the Immaculate Conception) ist die Bischofskirche des römisch-katholischen Erzbistums Kingston in Kingston (Ontario). Sie wurde von 1843 bis 1848 im neugotischen Stil erbaut und ist Maria unter dem Titel der Unbefleckten Empfängnis geweiht.

## Geschichte
Das Bistum Kingston wurde 1826 aus dem Apostolischen Vikariat für Oberkanada errichtet. Die katholischen Siedler kamen anfangs überwiegend aus dem schottischen Hochland, später aus Irland. Der erste Bischof Alexander Macdonell († 1840) benutzte die Pfarrkirche St. Joseph’s als Kathedrale. Die Planungen für eine repräsentative Bischofskirche konnte erst sein Nachfolger Rémi Gaulin verwirklichen. Er legte den Grundstein 1843 und weihte die Marienkathedrale am 4. Oktober 1848. Sie war die erste römisch-katholische Kathedrale im englischsprachigen Kanada.
Der Portalriegel mit dem heutigen Mittelturm und den halbhohen Flankentürmen wurde 1889 bis 1892 ergänzt.
Eine grundlegende Sanierung erfolgte von 1987 bis 1993.

## Bauwerk
Die Kirche aus örtlichem Kalkstein ist eine an Vorbilder der englischen Gotik angelehnte querschifflose Pseudobasilika mit Kreuzrippengewölbe. Die Portalfront (im Süden) ist als Querriegel mit quadratischem Mittelturm gestaltet.
Das Innere prägen aufwändige figürliche und ornamentale Skulpturen.